# PeerGuardian
PeerGuardian et PeerGuardian 2 sont des logiciels libres de filtrage d'Internet développés par Phoenix Labs. Ils sont destinés à limiter volontairement l'accès d'un ordinateur personnel à certaines adresses IP.